# Pornóapáti
Pornóapáti è un comune dell'Ungheria di 382 abitanti (dati 2001). È situato nella contea di Vas.